# Grand Prix de Tennis de Lyon 1996
Il Grand Prix de Tennis de Lyon 1996 è stato un torneo di tennis giocato sul cemento indoor.  
È stata la 10ª edizione del Grand Prix de Tennis de Lyon, 
che fa parte della categoria World Series nell'ambito dell'ATP Tour 1996.
Il torneo si è giocato al Palais des Sports de Gerland di Lione in Francia, dal 30 settembre al 7 ottobre 1996.

## Campioni

### Singolare
Evgenij Kafel'nikov ha battuto in finale  Arnaud Boetsch con il punteggio di 7–5, 6–3

### Doppio
Jim Grabb /  Richey Reneberg hanno battuto in finale  Neil Broad /  Piet Norval con il punteggio di 6–2, 6–1